# Outsourcing CFO
Outsourcing CFO (inaczej: zewnętrzny dyrektor finansowy lub CFO na godziny) – model świadczenia usług z zakresu zarządzania finansami przedsiębiorstwa, w którym firma zleca zadania typowe dla dyrektora finansowego (CFO) zewnętrznemu specjaliście lub firmie doradczej, zamiast zatrudniać osobę na etat.

## Definicja
Outsourcing CFO polega na powierzeniu strategicznych i operacyjnych funkcji finansowych osobie zewnętrznej. Taki specjalista może pełnić funkcję doradczą lub przejąć rolę dyrektora finansowego, pracując na elastycznych zasadach czasowych – często zdalnie lub w niepełnym wymiarze godzin.

## Zakres usług
Zewnętrzny CFO może odpowiadać m.in. za:
- tworzenie i nadzór nad budżetem,
- prognozowanie finansowe,
- analizę i controlling,
- optymalizację kosztów,
- nadzór nad sprawozdawczością i płynnością finansową,
- wsparcie w pozyskiwaniu finansowania,
- kontakty z bankami, inwestorami i urzędami skarbowymi[2].

## Korzyści
Outsourcing CFO pozwala firmom na:
- redukcję kosztów związanych z zatrudnieniem pełnoetatowego specjalisty – według Value Finance usługa zewnętrznego CFO może kosztować ok. 35 % wynagrodzenia CFO na etacie[3],
- dostęp do szerokiego doświadczenia i wiedzy eksperckiej,
- elastyczne dostosowanie zakresu usług do bieżących potrzeb organizacji,
- zwiększenie kontroli nad finansami bez konieczności tworzenia rozbudowanego działu finansowego[4].

## Ryzyka i ograniczenia
Potencjalne ryzyka związane z outsourcingiem CFO to m.in.:
- ograniczony wpływ na osobę zewnętrzną,
- ryzyko niewystarczającego zrozumienia specyfiki działalności firmy,
- możliwe trudności w integracji z zespołem i kulturą organizacyjną[5].

## Zastosowanie
Usługa outsourcingu CFO jest szczególnie popularna wśród:
- małych i średnich przedsiębiorstw (MŚP),
- startupów,
- firm rodzinnych w fazie dynamicznego wzrostu,
- organizacji poszukujących kompetencji strategicznych bez pełnoetatowego zatrudnienia

## Porównanie z etatowym CFO
W przeciwieństwie do wewnętrznego dyrektora finansowego, zewnętrzny CFO nie jest pracownikiem firmy, lecz kontraktowym doradcą. Zaletą takiego rozwiązania jest mniejszy koszt i większa elastyczność, natomiast wadą może być mniejsza dostępność i słabsze osadzenie w strukturze organizacyjnej.